# Javier Flaño Bezunartea
Javier Flaño Bezunartea (Pamplona, Navarra, 19 d'agost del 1984) és un futbolista professional navarrès que juga de defensa.

## Carrera esportiva
Va formar-se futbolísticament a les categories inferiors del CA Osasuna amb el seu germà bessó Miguel Flaño. Va debutar a Primera divisió el 28 d'agost del 2005 davant el Vila-real CF.